# Józef Grabiński
Józef Grabiński, poljski, italijanski, francoski general, * 1767, † 1835.
1. ↑  CERL Thesaurus — Consortium of European Research Libraries.